# Hervis
Hervis este o companie de retail de articole sportive din Austria, membră a grupului Spar Austria și deține peste 200 de magazine în Austria, Cehia, Croația, România, Slovenia, Ungaria și Germania.
Compania este prezentă în România din anul 2007 și deține 28 de magazine.